# 발한감소증
발한감소증(Hypohidrosis) 또는 발한감소는 적절한 자극에 반응 시 감소된 땀을 나타내는 질병이다. 양성 질환인 경우가 많은 다한증과 대조적으로 발한감소증의 경우 치료를 받지 않으면 열중증, 열사병, 사망에 이를 수 있다. 발한감소증이 극심하여 땀이 완전히 부재하게 되어 피부가 마르게되는 증상을 무한증(無汗症, anhidrosis) 또는 땀 없음증으로 부른다.

## 병인
- 항콜린제
- 오피오이드
- 보툴리눔 독소
- 알파-2 차단제
- 클로니딘
- 바르비투르산계
- 조니사마이드
- 토피라메이트

작용 요소
- 신생물
- 화상
- 방사선
- 수술
- 흉터
- 궤양

피부과학적요소
- X-linked hypohidrotic ectodermal dysplasia
- 색소실조
- 바젝스병(Bazex disease)
- 파브리병
- 땀띠
- 쇼그렌 증후군
- 전신성 경화증
- 이식편대숙주병

신경병학적요소
- 다계통 위축증
- 루이소체 치매
- 다발성 경화증
- 뇌졸중
- 신생물
- 뇌염
- 척수병증
- 당뇨병
- 길랭-바레 증후군
- 유전성 감각성 및 자율신경병
- 알코올 의존증
- 유전분증
- 로스증후군
- 순수자율적고장(Pure autonomic failure)
- 호너 증후군

## 참고 자료
- http://www.mayoclinic.com/health/anhidrosis/DS01050
- (영어) Sweating - absent - 메드라인플러스